# Jelovica (Vogelschutzgebiet)
Das europäische Vogelschutzgebiet Jelovica liegt auf dem Gebiet der Gemeinden Radovljica, Škofja Loka und Kranj im Nordwesten Sloweniens. Das etwa 98 km² große Vogelschutzgebiet umfasst die verkarstete und größtenteils bewaldete Jelovica-Hochebene, einen östlichen Ausläufer der Julischen Alpen.

## Schutzzweck
Folgende Vogelarten sind für das Gebiet gemeldet; Arten, die im Anhang I der Vogelschutzrichtlinie geführt sind, sind mit * gekennzeichnet:
| Bild            | Anhang I | EU Code | Art             | wissenschaftlicher Name |
| --------------- | -------- | ------- | --------------- | ----------------------- |
| Raufußkauz      | *        | A223    | Raufußkauz      | Aegolius funereus       |
| Steinadler      | *        | A091    | Steinadler      | Aquila chrysaetos       |
| Haselhuhn       | *        | A104    | Haselhuhn       | Bonasa bonasia          |
| Schwarzspecht   | *        | A236    | Schwarzspecht   | Dryocopus martius       |
| Wanderfalke     | *        | A103    | Wanderfalke     | Falco peregrinus        |
| Sperlingskauz   | *        | A217    | Sperlingskauz   | Glaucidium passerinum   |
| Dreizehenspecht | *        | A241    | Dreizehenspecht | Picoides tridactylus    |
| Habichtskauz    | *        | A220    | Habichtskauz    | Strix uralensis         |
| Auerhuhn        | *        | A108    | Auerhuhn        | Tetrao urogallus        |